# Смена парадигм
Смена парадигм (англ. paradigm shift) — термин, впервые введённый историком науки Томасом Куном в книге «Структура научных революций» (1962) для описания изменения основ общепринятой модели занятий наукой (научной парадигмы). Впоследствии термин стал широко применяться и в отношении других сфер человеческого опыта.

## Циклы развития науки (по Т. Куну)
1. Нормальная наука[англ.]: каждое новое открытие поддаётся объяснению с позиций господствующей (на тот момент) теории.
2. Экстраординарная наука: кризис в науке. Появление аномалий — необъяснимых фактов. Увеличение количества аномалий приводит к появлению альтернативных теорий. В науке сосуществует множество противоборствующих научных школ.
3. Научная революция: формирование новой парадигмы.

## «Структура научных революций»
«Структура научных революций» — небольшая монография, впервые изданная Чикагским университетом (США) в 1962 году, была переведена на многие языки. В 1970 году в США вышло её второе, дополненное издание. С тех пор появилось множество публикаций, где так или иначе интерпретируется, используется, излагается или критикуется концепция Куна. Список литературы, посвящённой рассмотрению взглядов Куна, содержит не одну сотню названий.
В «Структуре научных революций» Кун взглянул на развитие науки как на смену в первую очередь «психологических парадигм», взглядов на научную проблему, порождающих новые гипотезы и теории. Концепция в целом не дала ответа на многие вопросы, но она решительно порвала с рядом старых традиций и по-новому осветила назревшие проблемы в анализе науки. Смелость и новаторство работы, которую саму по себе можно назвать «сдвигом парадигмы», обусловили её популярность и породили многочисленные споры.

## Теория научных революций

### Парадигма
По определению Томаса Куна, данному в «Структуре научных революций», научная революция — эпистемологическая смена парадигмы.

Под парадигмами я подразумеваю признанные всеми научные достижения, которые в течение определённого времени дают модель постановки проблем и их решений научному сообществу.

Согласно Куну научная революция происходит тогда, когда учёные обнаруживают аномалии, которые невозможно объяснить при помощи универсально принятой парадигмы, в рамках которой до этого момента происходил научный прогресс. С точки зрения Куна парадигму следует рассматривать не просто в качестве текущей теории, но в качестве целого мировоззрения, в котором она существует вместе со всеми выводами, совершаемыми благодаря ей.
Можно выделить по меньшей мере три аспекта парадигмы:
- Парадигма — это наиболее общая картина рационального устройства природы, мировоззрение;
- Парадигма — это дисциплинарная матрица, характеризующая совокупность убеждений, ценностей, технических средств и т. д., которые объединяют специалистов в данное научное сообщество;
- Парадигма — это общепризнанный образец, шаблон для решения задач-головоломок. (Позднее, в связи с тем, что это понятие парадигмы вызвало толкование, неадекватное тому, какое ему придавал Кун, он заменил его термином «дисциплинарная матрица» и тем самым ещё более отдалил это понятие по содержанию от понятия теории и теснее связал его с механической работой ученого в соответствии с определёнными правилами.)

### Смена парадигм
Конфликт парадигм, возникающий в периоды научных революций, — это, прежде всего, конфликт разных систем ценностей, разных способов решения задач-головоломок, разных способов измерения и наблюдения явлений, разных практик, а не только разных картин мира.
Для любых парадигм можно найти аномалии, по мнению Куна, которые отметаются в виде допустимой ошибки либо же просто игнорируются и замалчиваются (принципиальный довод, который использует Кун для отказа от модели фальсифицируемости Карла Поппера как главного фактора научного достижения). Кун считает, что аномалии скорее имеют различный уровень значимости для учёных в отдельно взятое время. Например, в контексте физики начала XX века некоторые учёные столкнулись с тем, что задача подсчитать апсиду Меркурия воспринималась ими как более сложная, чем результаты эксперимента Майкельсона—Морли, а другие видели картину вплоть до противоположной. Куновская модель научного изменения в данном случае (и во многих других) отличается от модели неопозитивистов в том, что акцентирует значительное внимание на индивидуальности учёных, а не на абстрагировании науки в чисто логическую или философскую деятельность.

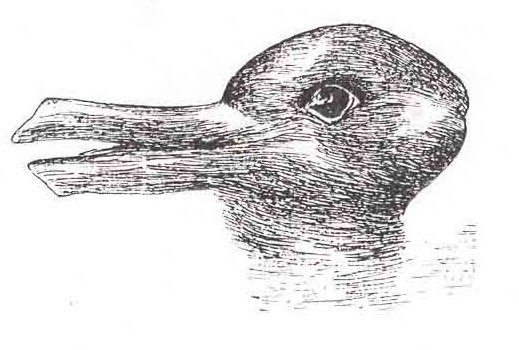
Кун предлагал оптическую иллюзию «заяц—утка» в качестве примера того, как смена парадигмы может вынудить рассматривать одну и ту же информацию совершенно иным образом.

Когда накапливается достаточно данных о значимых аномалиях, противоречащих текущей парадигме, согласно теории научных революций, научная дисциплина переживает кризис. В течение этого кризиса испытываются новые идеи, которые, возможно, до этого не принимались во внимание или даже были отметены. В конце концов формируется новая парадигма, которая приобретает собственных сторонников, и начинается интеллектуальная «битва» между сторонниками новой парадигмы и сторонниками старой.

Увеличение конкурирующих вариантов, готовность опробовать что-либо ещё, выражение явного недовольства, обращение за помощью к философии и обсуждение фундаментальных положений — все это симптомы перехода от нормального исследования к экстраординарному.
— Томас Кун
Примером из физики начала XX века может служить переход от максвелловского электромагнетического мировоззрения к эйнштейновскому релятивистскому мировоззрению, который не произошёл ни мгновенно, ни тихо, а вместе с серией горячих дискуссий с приведением эмпирических данных и риторических и философских аргументов с обеих сторон. В итоге теория Эйнштейна была признана более общей. И вновь, как и в других случаях, оценка данных и важности новой информации прошла через призму человеческого восприятия: некоторые учёные восхищались простотой уравнений Эйнштейна, тогда как другие считали, что они более сложны, чем теория Максвелла. Аналогично некоторые учёные находили изображения Эддингтона света, огибающего Солнце, убедительными, тогда как другие сомневались в их точности и интерпретации. Зачастую в качестве силы убеждения выступает само время и естественное исчезновение носителей старого убеждения; Томас Кун в данном случае цитирует Макса Планка:

Новая научная истина не достигает триумфа путём убеждения своих оппонентов и их просветления, но это, скорее, происходит оттого, что её оппоненты в конце концов умирают и вырастает новое поколение, с ней знакомое.

Когда научная дисциплина меняет одну парадигму на другую, по терминологии Куна, это называется «научной революцией» или «сдвигом парадигмы».

Решение отказаться от парадигмы всегда одновременно есть решение принять другую парадигму, а приговор, приводящий к такому решению, включает как сопоставление обеих парадигм с природой, так и сравнение парадигм друг с другом.
— Томас Кун
В разговорной речи термин «смена (или сдвиг) парадигмы» используется при описании зачастую радикального изменения мировоззрения без отсылки к особенностям куновской исторической аргументации.

## Общие положения
Некоторые общие положения теории Куна можно суммировать следующим образом:
1. Движущей силой развития науки являются люди, образующие научное сообщество, а не нечто, заложенное в саму логику развития науки;
2. Развитие знания определяется сменой господствующих парадигм, а не простым суммированием знаний, то есть происходят не только (и не столько) количественные, но и качественные изменения в структуре научных знаний;
3. Наука развивается по принципу чередования периодов «нормальной» и «революционной» науки, а не путём накопления знаний и присоединения их к уже имеющимся.

## Критика
Карл Поппер критиковал подход Куна, как одну из разновидностей философского релятивизма. Поппер отмечает, что если история развития астрономии хорошо вписывается в циклы развития науки по Куну, то для эволюции теории материи и биологических наук его теория непригодна. Например, для теории материи существует три «парадигмы», конкурирующие со времен античности: теории непрерывности, атомистические теории и группа теорий, пытающихся синтезировать первые две. Хотя Поппер и не отрицает существование периода «нормальной науки», он считает ошибочным предположение, что «в норме» в науке всегда присутствует одна доминирующая «парадигма», так как между теориями материи всегда существовала конкуренция, которая вела к плодотворным дискуссиям.
Поппер также указывает на то, что переход от механики Ньютона к теории относительности Эйнштейна не является иррациональным скачком, и что обе теории имеют множество точек соприкосновения (например, уравнение Пуассона).
Идею Куна о том, что рациональная научная дискуссия невозможна без принятия общего «каркаса» (совокупность основных принципов), Поппер характеризует как миф и заблуждение, которая является оплотом иррационализма. Поппер отрицает принципиальную невозможность рациональной дискуссии и считает, что отсутствие общего каркаса лишь создает трудности, которые вполне возможно преодолеть.